# 鳴神

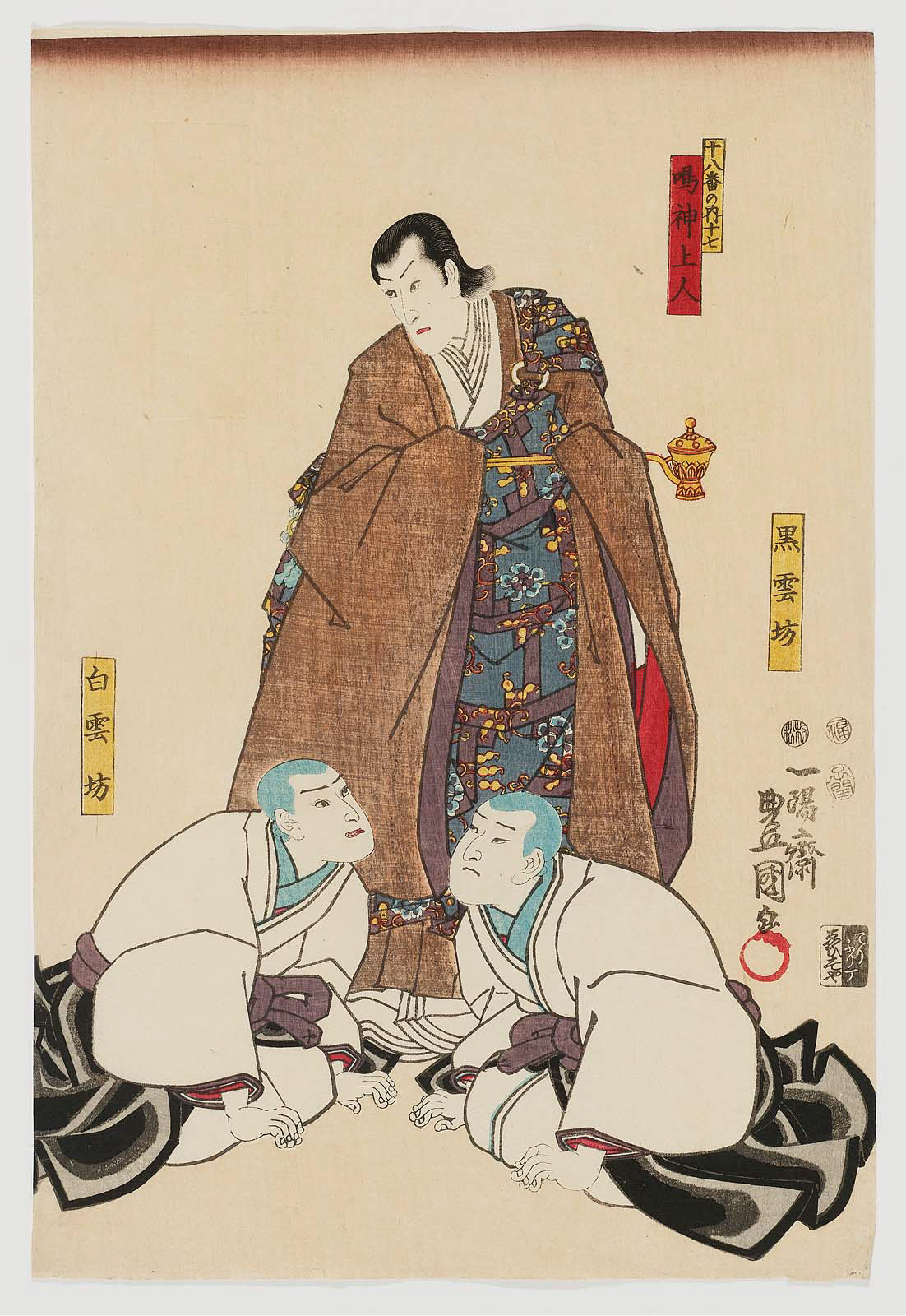
十八番之內十七 鳴神

『鳴神』（なるかみ）是歌舞伎十八番之一。貞享元年（1684年）初演。

## 概要
天皇因無嗣子，承諾事成後建立戒壇，以請求鳴神上人，接受委託的上人，許願讓皇子誕生，並獲得實現。但是，天皇在事後反悔，憤怒的上人用呪術，將降雨的龍神封印在瀧壺（志明院）。此後全國陷入乾旱，百姓生活困苦。
因此，朝廷圖以女色破解上人的呪術，派遣内裏第一的美女・雲之絶間姫誘惑上人。最後，上人不敵其美色，不由自主碰觸其身體，犯了戒律，又因酒醉而眠。絶間姫趁隙切斷瀧壺的注連繩而解開封印，龍神飛出，天色立刻陰暗並降下豪雨，之後絶間姫逃離現場。上人因雨聲醒來，得知被騙而怒髪衝冠，開始追趕逃走的絶間姫。

## 解說

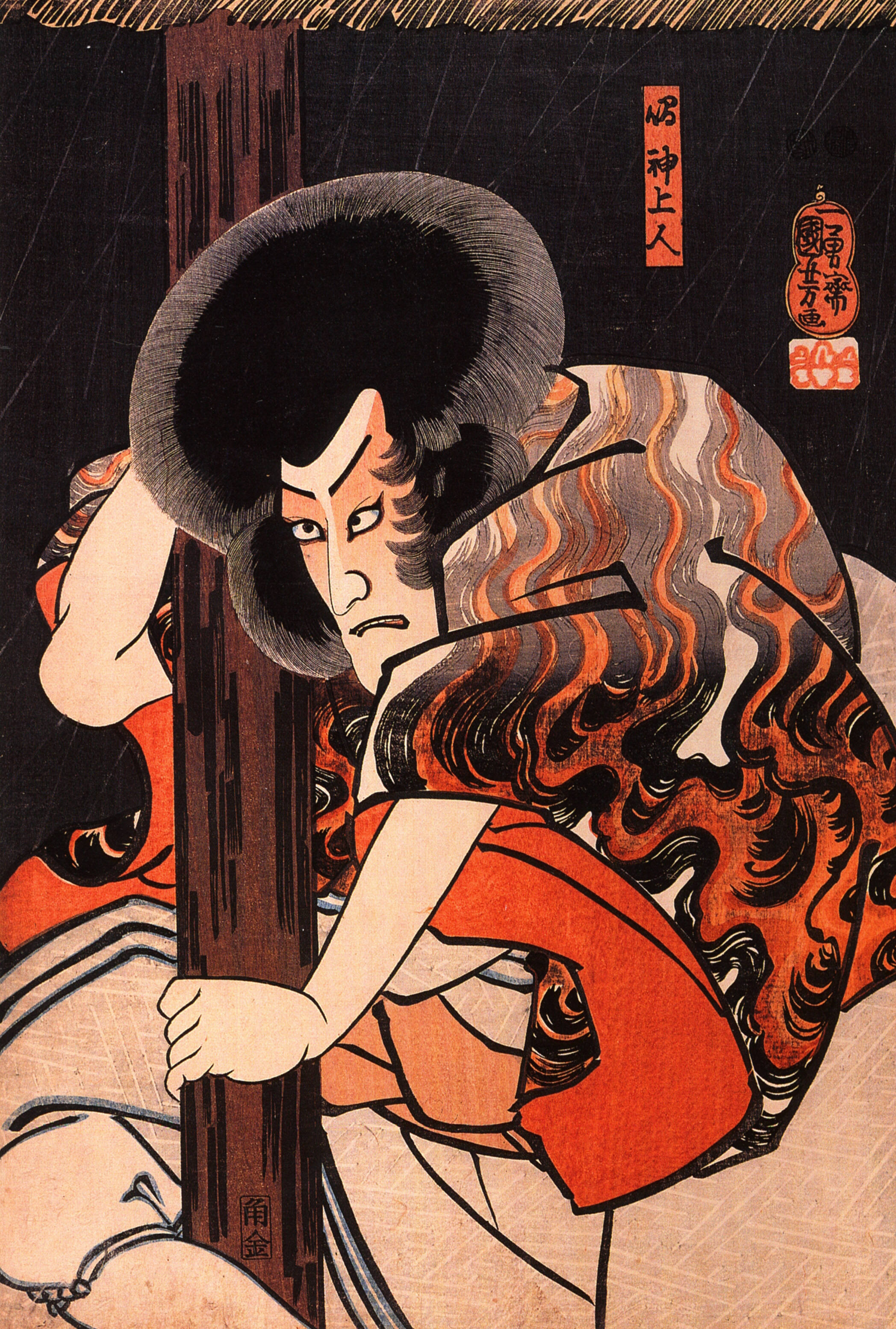
『鳴神』　嘉永4年5月、江戶市村座。八代目市川團十郎的鳴神上人。描繪雲之絶間姫逃走後暴怒的上人。

貞享元年（1684年）正月，初代市川團十郎以三升屋兵庫之名編寫，在江戶中村座以『門松四天王』為題初演。但是，現行上演的『鳴神』是寛保2年（1742年），在大坂上演的『雷神不動北山櫻』為本之內容。

## 關連項目
- 歌舞伎十八番
- 不動
- 二代目市川左團次

## 外部連結
- 鳴神（歌舞伎 on the web） （页面存档备份，存于）
- 雷不動北山桜 - ArtWiki 立命館大学アート・リサーチセンター （页面存档备份，存于）